# Бугришка
Бугри́шка (рос. Бугрышка) — річка в Удмуртії, Росія, ліва притока річки Бобінка. Протікає територією Малопургинського району.
Річка починається за 2 км на північний захід від села Уром, через яке потім і протікає. Русло річки спрямоване на південний схід. Впадає до Бобінки навпроти села Абдес-Урдес. Береги у нижній та верхній течіях заліснені. Приймає декілька приток, створено ставок.
Над річкою розташовані такі населені пункти Малопургинського району — Уром, 1066 км, Бугриш, Питцам, Бажаново, Лебедівка та Косоєво.